# Jerzy Kazimierz Szpillowski
Jerzy Kazimierz Szpillowski herbu Ostrogski (zm. w 1698 roku) – sędzia ziemski mścisławski w latach 1691–1698, podsędek mścisławski w latach 1678–1691, wojski rzeczycki w 1670 roku.
Był elektorem Augusta II Mocnego w 1697 roku z województwa mścisławskiego.